# الغزوات البربرية (فلم)
الغزوات البربرية (بالإنجليزية: The Barbarian Invasions) هو فيلم كوميدي تم إنتاجه في كندا وفرنسا وصدر في سنة 2003.

## الميزانية والإيرادات
بلغت تكلفة إنتاج الفيلم حوالي 5 ملايين دولار بينما حقق أرباحا تقدر بـ 26,924,656 دولار.

### ترشيحات وجوائز
| السنة | الحدث  | الفئة           | النتيجة  |
| ----- | ------ | --------------- | -------- |
|       | أوسكار | أفضل فيلم أجنبي | فـــــوز |

## وصلات خارجية
- الغزوات البربرية على موقع IMDb (الإنجليزية)
- الغزوات البربرية على موقع ميتاكريتيك (الإنجليزية)
- الغزوات البربرية على موقع الموسوعة البريطانية (الإنجليزية)
- الغزوات البربرية على موقع روتن توميتوز (الإنجليزية)
- الغزوات البربرية على موقع نتفليكس (الإنجليزية)
- الغزوات البربرية على موقع ألو سيني (الفرنسية)
- الغزوات البربرية على موقع Turner Classic Movies (الإنجليزية)
- الغزوات البربرية على موقع أول موفي (الإنجليزية)
- الغزوات البربرية على موقع بوكس أوفيس موجو (الإنجليزية)
- الغزوات البربرية على موقع بوكس أوفيس موجو (الإنجليزية)

1. 1 2  مذكور في: europeanfilmawards.eu. European Film Awards ID: 5860. الوصول: 15 يوليو 2021.
2. ↑  وصلة مرجع: https://www.oscars.org/oscars/ceremonies/2004.
3. 1 2 3  وصلة مرجع: https://www.academie-cinema.org/films/les-invasions-barbares/.
4. ↑  وصلة مرجع: https://www.europeanfilmacademy.org/European-Film-Awards-Winners-2003.70.0.html. مسار الأرشيف: https://web.archive.org/web/20190720124606/https://www.europeanfilmacademy.org/European-Film-Awards-Winners-2003.70.0.html. الوصول: 18 ديسمبر 2019.
5. 1 2 3 4 5 6 7 8 9 10 11 12 13 14 15 16 17 18 19 20 21 22 23 24 25 26 27 28 29  مذكور في: CineTV. لغة العمل أو لغة الاسم: الفرنسية.
6. 1 2  مذكور في: قاعدة بيانات الأفلام التشيكية السلوفاكية. لغة العمل أو لغة الاسم: التشيكية. تاريخ النشر: 2001.
7. ↑  "معلومات عن الغزوات البربرية (فيلم) على موقع collections.cinematheque.qc.ca". collections.cinematheque.qc.ca. مؤرشف من الأصل في 2019-09-06.
8. ↑  "معلومات عن الغزوات البربرية (فيلم) على موقع lumiere.obs.coe.int". lumiere.obs.coe.int. مؤرشف من الأصل في 2019-09-06.
9. ↑  "معلومات عن الغزوات البربرية (فيلم) على موقع moviepilot.de". moviepilot.de. مؤرشف من الأصل في 2019-09-06.